# Јадар
Јадар је област у Србији која се простире око реке Јадар.
За почетак области се узима град Осечина. Област је подељена у два под-региона: Горњи Јадар (око Осечине), који је део много већег региона Рађевине, и други део Доњи Јадар, који је такође део другог већег региона Подриња. Центар Доњег Јадра је град Лозница, која није на реци Јадар, већ је око 10 км ка југозападу.
Регион се налази у долини реке Јадар и ограничен је планинама Влашић, Цер, Гучево и Соколским планинама. Доњи Јадар је низијска и пољопривредна област, док је Горњи Јадар важан рударски регион (рудници антимона Зајача и Бела Црква).

## Историја
У августу 1914, током Првог светског рата, у овом региону код реке Јадар се одиграла велика битка између Аустроугарске и српске војске. Српска војска је у овој бици поразила Аустријанце. Ова битка позната као битка на Церу, и то је била прва победа савезничких снага у Првом светском рату. После битке настала је песма Марш на Дрину за коју се сматра да је врста алтернативне химне Србије и она описује ову битку.

## Рударство
На овом подручју ја пронађен минерал јадарит, који је добио име по реци Јадар где га је први пронашао Крис Стенли из Лондонског природњачког музеја. У новинским извештајима се овај минерал помиње као хемијски готово идентичан криптониту, измишљеним минералу из стрипова о Супермену.